# Ali Baba und die 40 Räuber (2007)
Ali Baba und die 40 Räuber (Originaltitel: Ali Baba et les 40 voleurs) ist eine französische Märchenfilm-Komödie aus dem Jahr 2007 nach der literarischen Vorlage von Ali Baba und die vierzig Räuber aus Tausendundeine Nacht. Der zweiteilige Fernsehfilm wurde von Regisseur Pierre Aknine inszeniert.

## Handlung
Im Jahr 800 treten Abgesandte des Kalifen Harun al-Raschid von Bagdad eine Reise ins Frankenreich zu Karl dem Großen für eine Friedensmission an; später kehren sie ihrerseits mit Abgesandten und Geschenken des Frankenkönigs zurück. Auf der Reise zurück in den Orient legt die Karawane einen Zwischenhalt im Gut des Zauberer al-Miradschan und dessen schöner Tochter Morgiane ein. Doch dann wird das Gut von einer berüchtigten vierzigköpfigen Räuberbande unter der Führung von Malik überfallen. Al-Miradschan und die Männer werden getötet, Morgiane und die Frauen entführt, um auf dem Sklavenmarkt verkauft zu werden. Dem fränkischen Mönch Seraphim gelingt es in die Wüste zu entkommen. Zuvor war die Räuberbande bereits auf den alten Holzsammler Ali Baba getroffen, den sie ohne Wasser zum Sterben in der Wüste zurückließ. Der Geist des ermordeten Zauberers rettet jedoch in Gestalt eines Adlers Ali Baba das Leben.
Zuhause berichtet Ali seinem Bruder Qassim, einem geldgierigen Teppichhändler, dessen schöner und weit jüngerer Frau Ouria, sowie seiner eigenen Ehefrau Yasmina und seinem Sohn Sliman von seinem Erlebnis in der Wüste. Doch keiner nimmt ihn ernst, stattdessen plagen Geldsorgen die Familie. Als Ali beim Wesir Ya-Ya um einen Aufschub der überfälligen Steuern bittet, wird er unfreiwillig Zeuge, dass Ya-Ya eine Verschwörung zum Sturz des Kalifen plant. Um seine Familie vor dem finanziellen Ruin zu bewahren, will Ali Baba seinen Sohn für 1000 Dinar mit Fouzia, der Tochter des reichen Apothekers Youssef, verheiraten, wenngleich sie Sliman nicht gefällt. Der hat stattdessen ein Auge auf die hübsche Morgiane geworfen, die von den Räubern auf den Sklavenmarkt verkauft wurde und ihrem neuen Besitzer – Ali Babas Bruder Qassim – nun als Sklavin in dessen Haus dienen muss.
Beim Holzhacken auf dem Land begegnet Ali unfreiwillig wieder den Räubern, kann sich jedoch rechtzeitig verstecken und wird Zeuge, dass die Räuber Zugang zu einer magischen Höhle haben, wo sie ihre Schätze lagern. Mit der Formel „Sesam öffne dich!“ öffnet sich die Höhle. Ali wartet bis die Luft rein ist und stiehlt aus der Höhle ein wenig Geld, eine Öllampe, einen Teppich, einen Ring sowie das ihm unbekannte goldene Kreuz, dass die fränkischen Abgesandten dem Kalifen übergeben wollten. Zuhause wird Qassim schnell Zeuge von Ali Babas plötzlichem Reichtum und überredet ihn, ihm das Geheimnis der Höhle anzuvertrauen, um nun selbst den Schatz an sich zu nehmen. Dabei wird Qassim von den Räubern erwischt und getötet, die nun wissen, dass ihr Geheimnis entdeckt wurde. Ali findet die gevierteilte Leiche seines Bruders und entgeht nur dank der Hilfe des Geistes des Zauberers al-Miradschan einem Hinterhalt der Räuber. Zuhause wird Qassims Leichnam wieder zusammengenäht und bestattet, wobei allerdings einige kleine Missgeschicke passieren. Qassims Witwe Ouria ihrerseits soll Ali Baba heiraten, was zur Eifersucht von dessen Gattin Yasmina führt.
Es erweist sich, dass Malik, der Anführer der vierzig Räuber ein Sohn der Kalifengattin Zubaida ist, welche zudem eine dunkle Magierin und die Geliebte des Wesirs Ya-Ya ist. Sie plant die Köpfe der ermordeten fränkischen Gesandten an Karl den Großen zu übergeben und ihn damit zum Krieg gegen den Orient zu zwingen. Im richtigen Moment wollen die Verschwörer dann Harun al-Raschid töten, um selbst die Macht zu übernehmen. Durch ihre magischen Zauberbrunnen erfahren die Verschwörer, dass Ali Baba das Versteck der Höhle kennt und ihre Verschwörung auffliegen lassen könnte. Gleichwohl gehen sie zur nächsten Stufe ihres Planes über und übergeben Harun al-Raschid die Köpfe seiner Abgesandten, die dieser zu Karl dem Großen geschickt hatte. Im Glauben, dass die Franken ihm den Krieg erklären, befiehlt der Kalif die Mobilisierung seiner Armee.
Die Räuber bringen Ali Babas neuen Wohnort – das Haus seines verstorbenen Bruders Qassim – in Erfahrung und Malik, der sich ihm als Händler vorstellt, bittet um Unterkunft für eine Nacht, wobei er in Alis Babas Garten 39 Krüge mit Öl lagern möchte. Ali Baba stimmt zu, nicht ahnend, dass sich in den Krügen die Räuberbande versteckt hält. Morgiane erkennt, dass Malik der Mörder ihres Vaters ist und entdeckt das Geheimnis der Krüge. Daraufhin tötet sie die Räuber, indem sie giftige Skorpione in die Krüge wirft. Dem Anführer Malik hingegen gelingt die Flucht, der kurz darauf durch einen Zaubertrank seine Gestalt wechselt und sich in einen alten Mann verwandelt. Als Ali Baba die Leichen der Räuber im Fluss entsorgt, finden sie den völlig entkräfteten Séraphin. Es zeigt sich zudem, dass Morgiane von ihrem Vater gewisse Zauberkräfte geerbt hat. Sie und Sliman verlieben sich. Séraphin seinerseits findet Gefallen an Ouria.
Da Sliman Fouzia nicht heiraten will, lässt ihr beleidigter Vater Morgiana entführen und in den Palast des Kalifen bringen. Zubaida verhext Morgiane, damit sie den Kalifen tötet, „den Mann, der sie berührt.“ Durch einen Zufall ist dies Ali, der sich als Eunuch verkleidet in den Palast und den Harem geschlichen hat, um Morgiane zu befreien – mit Hilfe eines Flaschengeistes. Ali gelingt es die verhexte Morgiane von sich zu stoßen, die daraufhin wieder zur Besinnung kommt. Dabei werden sie von dem Kalifen und seiner Gattin Zubaida erwischt und Ali trägt vor, dass es ein Komplott gibt. So werden schließlich sowohl Zubaidas Rolle als auch die des Wesirs offenbart und beide hingerichtet. Séraphin übergibt dem Kalifen das goldene Kreuz und der Krieg zwischen dem Orient und Okzident ist abgewendet. Morgiane wird zum Missfallen des Kalifen aus seinem Harem entlassen, da sich Séraphin dies gewünscht hat.
Später kommt Malik in Gestalt des alten Mannes zu Ali Baba, um mit ihm zu Abend zu essen. Morgiane entdeckt, dass mit dem Gast etwas nicht stimmt. Sie führt einen Bauchtanz auf ersticht den Alten, der sich als der Mörder ihres Vaters erweist. Morgiane und Ali Babas Sohn Sliman heiraten. Ali weist den Flaschengeist an einen Mann für Ouria zu finden. Da taucht Séraphin auf, der schließlich vom Flaschengeist doch dazu gebracht wird, sein Keuschheitsgelübde abzulegen.
Etwa zehn Jahre später ist Ali Baba mit seiner Enkelin Kensa unterwegs zu der Höhle des Ali Baba. Kensa hat zudem die Zauberkräfte ihrer Mutter Morgiane geerbt und ändert zu Ali Babas Verärgerung die Zauberformel, ohne ihm die Neue mitzuteilen.

## Hintergrund
Der Film hält sich, von der politischen Hintergrundgeschichte und einigen Figuren abgesehen, in seiner Handlung eng an die literarische Vorlage der Geschichte aus Tausendundeiner Nacht.

## Kritik
Das Lexikon des internationalen Films schrieb: „Opulent ausgestattetes, solide gespieltes Orientabenteuer, das sich weitgehend an der Märchenvorlage ausrichtet. Die politische Komponente eines versuchten Friedensschlusses zwischen Kalif Rahid und Karl dem Großen ist frei erfunden und dient nur der glaubhaften Grundierung.“
Video.de stellte fest: „an Schauplätzen in Marokko entstandene Verfilmung des bekannten orientalischen Märchens.“
Die Kritiker der Fernsehzeitschrift TVSpielfilm urteilten: „Bunt, familiengerecht und humorvoll – aber zu lang!“